# Marsh Green (Kent)
Pour les articles homonymes, voir Marsh Green.
Marsh Green est un petit hameau dans l'Eden Vale, qui fait partie du civil parish de Edenbridge. Le hameau a été fondé en 1554 sous son nom actuel.
Le dernier combat de boxe à mains nues d'Angleterre aurait eu lieu en 1886 dans ce hameau.